# Single Ladies (Put a Ring on It)
Single Ladies (Put a Ring on It) ist ein Song der US-amerikanischen R&B-Sängerin Beyoncé Knowles. Er wurde von Knowles, Christopher Stewart, Terius Nash und Thaddis Harrell produziert. Single Ladies (Put a Ring on It) wurde am 12. Oktober 2008 als erste Single ihres Albums I Am… Sasha Fierce zeitgleich mit If I Were a Boy veröffentlicht.
Single Ladies (Put a Ring on It) erreichte Platz 1 in den US Billboard Hot 100 sowie Platz 7 im Vereinigten Königreich. Im deutschsprachigen Raum wurde der Song nicht einzeln als Single-CD veröffentlicht, sondern ist auf der B-Seite der Single If I Were a Boy enthalten. Der Song gewann unter anderem den Grammy in den Kategorien Song des Jahres, Beste weibliche Gesangsdarbietung – R&B und Bester R&B-Song bei den Grammy Awards 2010.

## Hintergrund
Single Ladies (Put a Ring on It) wurde von Knowles, Terius Nash, Thaddus Harrell und Christopher Stewart geschrieben und von Nash und Stewart produziert. Nash entwarf den Song nach Knowles’ geheimer Hochzeit mit dem Hip-Hop Produzenten Jay-Z im April 2008. Stewart kommentierte, dass das Lied die einzige öffentliche Äußerung von beiden über deren Hochzeit ist. Selbst bei der Aufnahme des Songs gab sich Knowles verschlossen und trug nicht ihren Ehering. Knowles’ Hochzeit inspirierte Nash einen Song über ein Problem zu schreiben, das viele menschliche Beziehungen betrifft: Der Widerwille der Männer sich fest binden zu lassen.

## Musikalisches und Inhalt
Single Ladies (Put a Ring on It) ist ein Upbeat Dance-Pop- und R&B-Song mit Dancehall- und Diskoeinflüssen. Er ist im Viervierteltakt geschrieben und macht Gebrauch von stakkatoartigem Klatschen, Morsezeichen, einem ansteigenden Pfeifen im Hintergrund sowie einem druckvollen Beat. Des Weiteren werden im Song Bassdrums, ein Keyboard und Synthesizer benutzt. Single Ladies ist in E-Dur geschrieben und hat ein moderates Tempo von 96 Schlägen pro Minute. Knowles Stimmumfang reicht von F♯3 bis D5. Der Song hat die Akkordfolge E in den Strophen und Hdim-C-Hdim-Am im Refrain.
Die ersten Zeilen von Single Ladies beginnen mit Call and Response. Knowles singt „All the single ladies“ und die Backgroundsänger wiederholen diesen Satz. In der ersten Strophe singt Knowles über die kürzlich erfolgte Beendigung einer schlechten Beziehung. Sie kann nun wieder flirten, Spaß haben und einen Mann kennenlernen, der sich ihr mehr widmet als ihr Ex-Freund. Knowles geht mit ihren Freunden in einen Club, wo sie einen neuen Mann kennenlernt. Ihr Ex-Freund beobachtet sie, und Knowles singt den Song zu ihm. Es folgt der Refrain, den Knowles im Moll-Akkord mit mehreren Hooklines singt: „If you like it then you should have put a ring on it… Oh oh oh“. In der zweiten Strophe empfiehlt Knowles allen Frauen, sich von ihren Männern zu trennen wenn diese ihnen keinen Heiratsantrag machen. Gegen Ende des Songs erfolgt die Bridge und zum Abschluss singt Knowles den Refrain ein drittes Mal.

## Veröffentlichung
Single Ladies (Put a Ring on It) und If I Were a Boy wurden beide gleichzeitig als Lead-Singles des Doppelalbums I Am... Sasha Fierce veröffentlicht. Die beiden Lieder stammen von den beiden unterschiedlichen CDs des Doppelalbums und sollen so Knowles verschiedene Persönlichkeiten aufzeigen, welches zentrales Thema des Albums ist. Single Ladies (Put a Ring on It) befindet sich auf der Sasha Fierce CD ihres Doppelalbums, auf der Knowles ihr Alter Ego Sasha Fierce porträtiert, die sie selbst als ihre „sinnlichere, aggressivere, freimütigere und glamourösere Seite“ beschreibt. Der Song wurde am 12. Oktober 2008 in den Vereinigten Staaten veröffentlicht. In Deutschland, Österreich, Australien und Neuseeland erschien der Song auf der B-Seite der Single If I Were a Boy. In Großbritannien wurde Single Ladies ebenfalls nicht als Single-CD veröffentlicht, konnte jedoch durch Download-Verkäufe die Top-10 der britischen Singlecharts erreichen.

## Kritik
Single Ladies (Put a Ring on It) erhielt überwiegend positive Kritiken. Nick Levine von Digital Spy gab dem Song 4 von 5 Sternen und lobte die kräftigen Beats. Michelangelo Matos vom A.V. Club schrieb, dass der Song mit seiner gigantischen Hookline und der begeisternden Produktion fabelhaft sei. Ann Powers von der Los Angeles Times war ebenfalls von der gesamten Produktion, besonders vom Chor, begeistert und schrieb: „Mehr als die meisten anderen weiblichen Sängerinnen versteht Beyoncé die Kunst, rhythmisch zu singen, und das ist ein Paradebeispiel dafür.“ Fraser McAlpine von BBC hält Single Ladies für den besten Song von Knowles seit Ring the Alarm und lobt den Refrain, den er als „so erstaunlich eingängig, dass er eine überraschend solide Grundlage für den gesamten Song darstellt“ beschrieb.

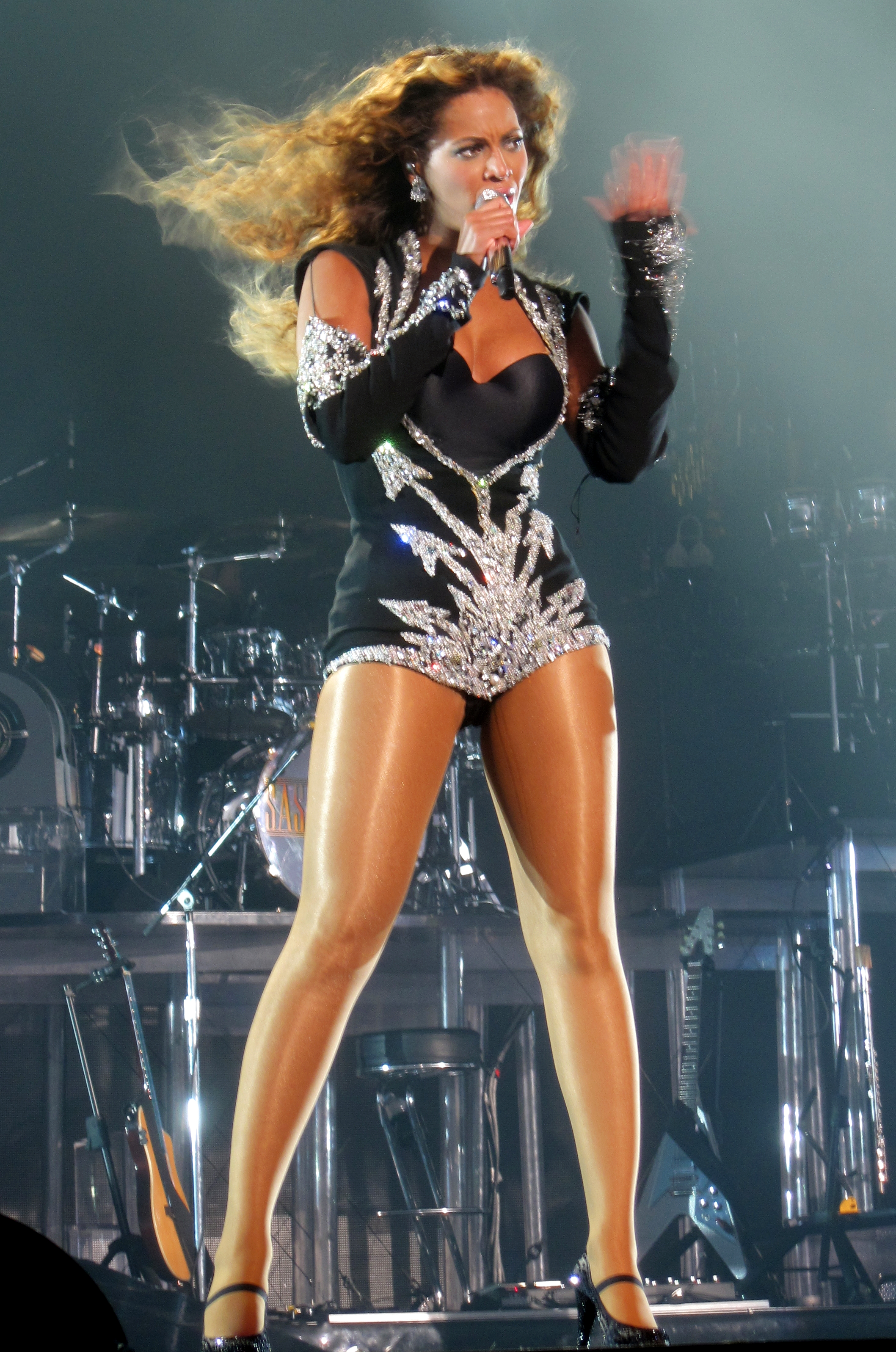
Knowles singt Single Ladies während ihrer I Am... Tour

Das Magazin Rolling Stone nannte Single Ladies den besten Song des Jahres 2008 und schrieb, dass der Beat unwiderstehlich und überschwänglich und Hookline stürmisch und virtuos ist. In einer Leserumfrage des Magazins aus dem Jahr 2009 wurde der Song auf Platz 2 der Besten Songs des Jahrzehnts gewählt während Kritiker des Rolling Stones den Song auf Platz 50 von 100 in dieser Kategorie wählten. James Montgomery von MTV News nannte Single Ladies episch, sexy und ein klein wenig traurig.

## Kommerzieller Erfolg
Single Ladies (Put a Ring on It) stieg am 1. November 2008 auf Platz 72 in die Billboard Hot 100 ein. Am 6. Dezember 2008 stieg der Song auf Platz 2, gleichzeitig erreichte die ebenfalls veröffentlichte Single If I Were a Boy Platz 3. Knowles wurde dadurch die siebente Künstlerin, der es gelang zwei Lieder gleichzeitig in den Top-5 der Billboard Hot 100 platzieren zu können. In der folgenden Woche erreichte Single Ladies Platz 1 in diesen Charts und wurde Knowles’ fünfter Nummer-1 Hit als Solokünstlerin in den Vereinigten Staaten. Für über 4.000.000 verkaufter CDs wurde der Song von der Recording Industry Association of America mit Vierfach-Platin ausgezeichnet. im Vereinigten Königreich war Single Ladies ursprünglich nur als Download verfügbar und stieg dennoch bis auf Platz 7 der britischen Singlecharts. Später wurde der Song dort ebenfalls als Single-CD veröffentlicht, dadurch konnte er sich insgesamt 77 Wochen in diesen Charts halten. Für über 400.000 verkauften Exemplaren wurde der Song von der British Phonographic Industry mit einer goldenen Schallplatte ausgezeichnet. Da im deutschsprachigen Raum Single Ladies auf der If I Were a Boy-Single-CD erschien, konnte sich der Song einzeln nicht in den Charts platzieren, erreichte dafür aber zusammen mit If I Were a Boy auf dieser CD Platz 3 in allen drei Ländern. Nur in der Schweizer Hitparade konnte er durch Download-Verkäufe bis auf Platz 40 steigen.
Single Ladies gewann bei den 52. Grammy Awards den Preis in den Kategorien Song des Jahres, Beste weibliche Gesangsdarbietung – R&B und Bester R&B-Song. Der Song gewann weiterhin den Preis für die Kategorie Favourite Song bei den Nickelodeon Kids’ Choice Awards 2009, die Kategorie Song of the Year der Soul Train Music Awards 2009 und die Kategorie Best R&B Song bei den Teen Choice Awards 2009. Der Song war außerdem für den Viewer’s Choice Award der BET Awards 2009, in der Kategorie Record of the Year der Soul Train Music Awards 2009, in der Kategorie Best R&B/Urban Dance Track bei den International Dance Music Awards 2009 sowie in der Kategorie World’s Best Single der World Music Awards 2010 nominiert.

### Chartplatzierungen
| ChartsChartplatzierungen       | Höchstplatzierung | Wochen |
| ------------------------------ | ----------------- | ------ |
| Schweiz (IFPI)                 | 40 (22 Wo.)       | 22     |
| Vereinigte Staaten (Billboard) | 1 (27 Wo.)        | 27     |
| Vereinigtes Königreich (OCC)   | 7 (77 Wo.)        | 77     |

| ChartsJahrescharts (2009)      | Platzierung |
| ------------------------------ | ----------- |
| Vereinigte Staaten (Billboard) | 8           |
| Vereinigtes Königreich (OCC)   | 34          |

| ChartsJahrescharts (2000–2009) | Platzierung |
| ------------------------------ | ----------- |
| Vereinigte Staaten (Billboard) | 99          |

### Auszeichnungen für Musikverkäufe
| Land/Region                  | Auszeichnungen für Musikverkäufe (Land/Region, Auszeichnung, Verkäufe) | Verkäufe   |
| ---------------------------- | ---------------------------------------------------------------------- | ---------- |
| Australien (ARIA)            | 10× Platin                                                             | 700.000    |
| Dänemark (IFPI)              | Platin                                                                 | 90.000     |
| Deutschland (BVMI)           | 3× Gold                                                                | 450.000    |
| Italien (FIMI)               | Gold                                                                   | 15.000     |
| Kanada (MC)                  | 6× Platin (Single) · + Platin (Ringtone) · + Platin (Video)            | 530.000    |
| Mexiko (AMPROFON)            | Gold                                                                   | 30.000     |
| Neuseeland (RMNZ)            | 3× Platin                                                              | 45.000     |
| Spanien (Promusicae)         | Platin                                                                 | 40.000     |
| Südkorea (KMCA)              | —                                                                      | 487.847    |
| Vereinigte Staaten (RIAA)    | Diamant+Platin · + Platin (Mastertone)                                 | 12.000.000 |
| Vereinigtes Königreich (BPI) | 2× Platin                                                              | 1.600.000  |
| Insgesamt                    | 3× Gold · 28× Platin · 1× Diamant ·                                    | 14.887.847 |

Hauptartikel: Beyoncé/Auszeichnungen für Musikverkäufe

## Musikvideo

### Hintergrund
Das Musikvideo von Single Ladies (Put a Ring on It) wurde sofort nach dem Video zu If I Were a Boy gedreht. Beide Videos sind in Schwarz-Weiß gehalten und wurden in New York gedreht. Regisseur beider Videos ist Jake Nava, mit dem Knowles schon für einige frühere Musikvideos zusammengearbeitet hatte. Single Ladies wurde von Frank Gatson und Jaquel Knight choreographiert und enthält J-Setting. Das Video befindet sich auch auf Knowles’ Videoalbum Above and Beyoncé sowie auf der Platin-Edition von I Am… Sasha Fierce.
Knowles wollte ein einfaches Musikvideo, weshalb es mit minimalen alternativen Kamerafahrten und wenigen Schnitten gefilmt wurde. Außerdem gab es keine Änderungen an Frisuren, Kostümen und an den Sets. Das Styling wurde durch Vogue-Fotos inspiriert. Im Video trägt Knowles einen Handschuh aus Titan, der von ihrem langjährigen Juwelier, Lorraine Schwartz, entworfen wurde, um ihr Alter Ego Sasha Fierce zu ergänzen. Der Videodreh dauerte circa 12 Stunden. Mehrere Aufführungen des Songs wurden ohne Unterbrechungen gefilmt und hinterher zusammengeschnitten, so dass der Eindruck entsteht, dass das Video mit nur einer Aufnahme gedreht worden sei.

### Zusammenfassung

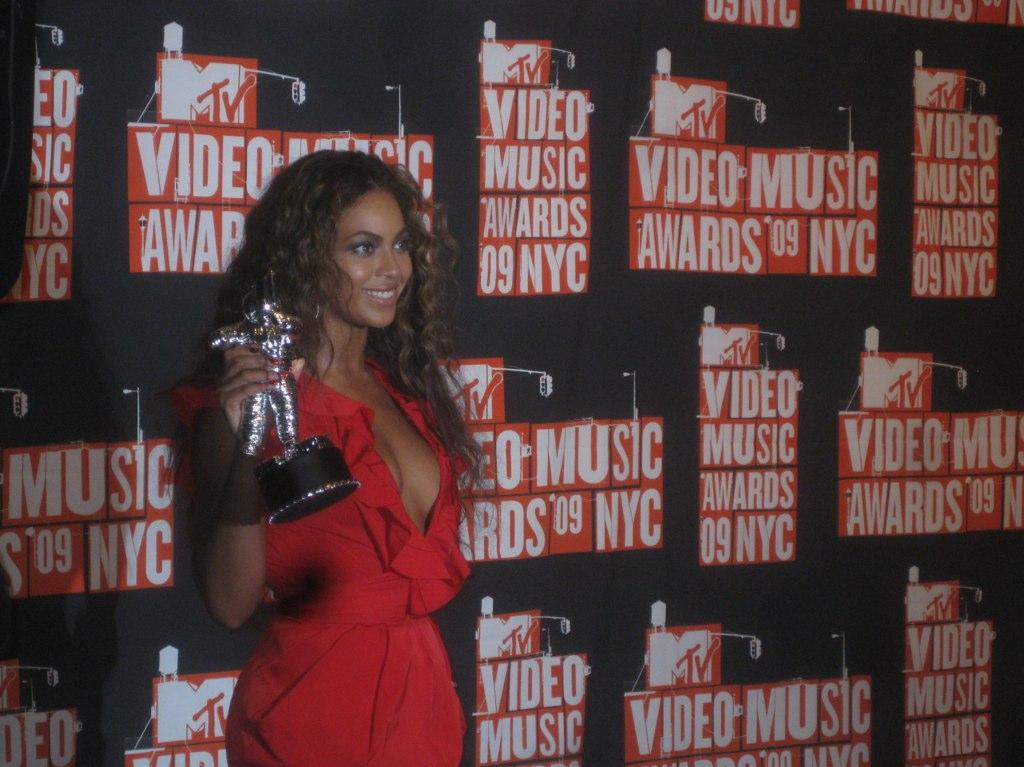
Knowles bei den MTV Video Music Awards 2009

In dem Musikvideo zu Single Ladies (Put a Ring on It) liegt der Schwerpunkt auf Sasha Fierce, Knowles’ aggressiverem und sinnlicherem Alter Ego. Es zeigt Knowles in einem Gymnastikanzug mit zwei sich ähnlich sehenden Tänzerinnen, die das komplette Video über tanzen. Das Tanzprogramm beinhaltet viele Arten, unter anderem Stepptanz, Jazz Dance, Hip-Hop und den in den Vereinigten Staaten populären J-Setting. Das Video zeigt Knowles und ihre beiden Tänzerinnen inmitten eines schlichten Raumes, der abwechselnd zwischen Schwarz und Weiß wechselt und den Fokus auf die komplexe Choreografie lenkt. Während des Videos zeigen alle drei Frauen ihre Hände und schütteln damit, um die Aufmerksamkeit der Zuschauer auf diese und ganz besonders auf den Ringfinger zu lenken. Gegen Ende des Videos leuchtet Knowles’ eigener Ehering an ihrem Finger auf.

### Auszeichnungen
Das Musikvideo zu Single Ladies (Put a Ring on It) gewann mehrere Preise und Auszeichnungen. Es gewann die Kategorien Video of the Year, Best Choreography und Best Editing bei den MTV Video Music Awards 2009 und war in sechs weiteren Kategorien nominiert. Weiterhin gewann das Video jeweils die Kategorie Best Video bei den MTV Europe Music Awards 2009, den MOBO Awards 2009 sowie bei den BET Awards 2009.